# Lasionycta perplexella
Lasionycta perplexella là một loài bướm đêm thuộc họ Noctuidae. Nó được tìm thấy ở miền nam Yukon tới miền nam Alberta và miền nam Washington.
The habitat is subalpine spruce và fir forest.
Sải cánh dài 30–36 mm đối với con đực và 33–36 mm đối với con cái. Con trưởng thành bay từ giữa tháng 7 qua tháng 8.